# Les Basses (Ciney)
Les Basses est un hameau belge de l'ancienne commune de Serinchamps, situé dans la commune de Ciney.

## Situation
Les Basses est un hameau situé en Famenne (altitude de 300 à 320 m) entre Haversin, Sinsin, Serinchamps et Hogne, alignant une trentaine d'habitations le long d'une rue unique sur plus de 1 000 m.

## Histoire
Ce hameau était autrefois appelé Vérenne, du nom d'une famille noble attestée dès le XIe siècle et qui y avait construit un donjon aujourd'hui disparu. 

## Patrimoine
Le hameau possède plusieurs anciennes fermes en brique bâties en longueur, une maison à colombages (au no 8) et une maison du XIXe siècle (au no 3) reprise à l'inventaire du patrimoine immobilier culturel de la Wallonie.
La chapelle Saint-Lambert datant de 1700 et classée se situe à environ 600 mètres au nord-est du hameau en direction d'Haversin.